# За версією Барні
«За версією Барні» в українському прокаті йшов під назвою «Три жінки Барні» (англ. Barney's Version) — канадський художній фільм, трагікомедія режисера Річарда Дж. Льюїса, прем'єра якої відбулася 10 вересня 2010 року на 67-му Венеціанському кінофестивалі. Екранізація однойменного роману Мордекая Річлера.
У головній ролі Барні Панофського — Пол Джаматті, який отримав за неї премію «Золотий глобус», другорядну роль його батька Ізраїля виконує Дастін Гоффман. Фільм був позитивно сприйнятий більшістю світових кінокритиків і номінований на кілька кінопремій, у тому числі «Оскар» в номінації «Найкращий грим».

## Зміст
Барні любить жити на повну. Сидіти на місці і нудьгувати — це не для нього. Біографія героя рясніє кумедними пригодами навколо світу. В нього дивні батьки, він кілька разів одружувався, друзі Барні різноманітні та неординарні. Чоловʼяга живе за принципом: брати від моменту все, ні про що не шкодувати та йти далі.

## Ролі
| Актор          | Роль                     |
| -------------- | ------------------------ |
| Пол Джаматті   | Барні Панофський         |
| Дастін Гоффман | Ізраїль «Ізя» Панофський |
| Розамунд Пайк  | Міріам Ґрант             |
| Скот Спідман   | Бернард «Буґі» Москович  |
| Мінні Драйвер  | друга дружина Барні      |
| Брюс Грінвуд   | Блер                     |
| Рашель Лефевр  | Клара Чарнофська         |
| Джейк Гоффман  | Майкл Панофський         |
| Марк Еді       | детектив О'Хіарн         |
| Харві Аткін    | батько другої дружини    |
| Кле Бенет      | Седрик                   |

## Критика
Фільм був позитивно сприйнятий більшістю світових кінокритиків, які, здебільшого, відзначали потужні акторські роботи Пола Джаматті і Дастіна Гоффмана. Загальний рейтинг на сайті Rotten Tomatoes становить 80%, оцінка глядачів на сайті IMDB — 7.3. Багато кіноаналітиків пророкували Джаматті чергову номінацію на премію «Оскар», проте актор не увійшов до шорт-лист.
- «Фільм, прямо як ваше життя, найбільш припадає до душі прямо тоді, коли не знаєш, що станеться далі» (Рейфер Газман, Newsday)
- «Вкрай цікава, і, можливо, найбільш точна кіноадаптація Ріхлера на сьогоднішній день» (Майкл Рехтшаффен, The Hollywood Reporter)
- «Фільм займає деякий час для розігріву, однак „За версією Барні“ — це чудовий фільм, який залишить вас роздумувати про своє життя» (Метью Тумі, ABC Radio Brisbane)

## Нагороди та номінації
| - 2010 — 2 премії 67-го Венеціанського кінофестивалю: «Маленький Золотий лев» (перемога) та «Золотой лев» (номінація). - 2010 — номінація на премію Satellite Awards за найкращу жіночу роль другого плану (Розамунд Пайк). - 2010 — приз аудиторії Міжнародного кінофестивалю в Сан-Себастьяні за найкращий фільм. - 2011 — премія Гільдії сценаристів Канади за найкращий сценарій до кінофільму (Майкл Конів). - 2011 — 3 номінації на премію кола кінокритиків Ванкувера: найкращий актор в канадському фільмі (Пол Джаматті; перемога), найкращий актор другого плану в канадському фільмі (Дастін Гоффман; перемога) і найкраща жіноча роль другого плану (Міні Драйвер; номінація). - 2011 — 2 номінації на премію Лондонського гуртка кінокритиків: найкраща британська актриса року (Розамунд Пайк) і найкраща британська актриса другого плану (Міні Драйвер). - 2011 — 4 номінації на премію «Джутра»: найкраща укладка волосся (перемога), найкращий грим (перемога), найкраща робота художника-постановника (Клод Паре; номінація) і найкращий сценарій (Майкл Конів; номінація). | - 2011 — номінація на премію «Срібна стрічка» за найкращу музику (Паскаль Каталано). - 2011 — премія «Золотий глобус» за найкращу чоловічу роль у комедії або мюзиклі (Пол Джаматті). - 2011 — 11 номінацій на премію «Джині»: найкращий фільм (номінація), найкраща режисерська робота (Річард Дж. Льюїс; номінація), найкраща чоловіча роль (Пол Джаматті; перемога), найкраща жіноча роль (Розамунд Пайк; номінація), найкраща чоловіча роль другого плану (Дастін Гоффман; перемога), найкраща жіноча роль другого плану (Міні Драйвер; перемога), найкращий адаптований сценарій (Майкл Конів; номінація), найкраща музика (Паскаль Каталано; перемога), найкращий дизайн костюмів (Ніколета Масон; перемога), найкраща робота художника-постановника (Клод Паре та Еліс де Блуа; перемога). - 2011 — 4 номінації на премію Гільдії режисерів Канади: найкраща режисерська робота в кінофільмі (Річард Дж. Льюїс; перемога), найкраща робота художника-постановника в кінофільмі (Клод Паре; перемога), найкраща знімальна команда (перемога), найкращий монтаж в кінофільмі (Сьюзен Шіптон; номінація). - 2011 — номінація на премію «Оскар» за найкращий грим (Адрієн Моро). |